# Грушківка (Яготинський район)
Грушківка  — колишнє село в Україні, у Яготинському районі (1986-2020 рр. - територія Згурівського району) Київської області. Підпорядковувалось Старооржицькій сільській раді. Розташовувалося за 3 км на південь від села Стара Оржиця, на лівому березі річки Гнила Оржиця.
Виникло у 1-й чверті 20 століття як Грушків, пізніше здобуло назву Грушківка.
28 липня 1986 року Київська обласна рада зняла село з обліку. Територія колишнього села розорана, зберігся цвинтар.